# Atletismo nos Jogos Pan-Americanos de 1951 - 1500 m masculino
Os 1500 metros rasos foram um dos eventos do atletismo nos Jogos Pan-Americanos de 1951, em Buenos Aires. A prova foi disputada no Estádio Monumental de Núñez entre os dias 27 de fevereiro e 8 de março.

## Medalhistas
| Ouro   | USA Browning Ross  |
| Prata  | CHI Guillermo Solá |
| Bronze | USA John Twomey    |

## Resultados

### Semifinais

#### Semifinal 1
| Pos. | Nome           | Nacionalidade      | Tempo  | Notas |
| ---- | -------------- | ------------------ | ------ | ----- |
| 1    | Curt Stone     | USA Estados Unidos | 4:08.9 | Q     |
| 2    | Guillermo Solá | CHI Chile          | 4:08.9 | Q     |
| 3    | Hugo Ponce     | ARG Argentina      | 4:10.1 | Q     |
| 4    | Libardo Mora   | COL Colômbia       | 4:18.8 |       |
| 5    | Frank Prince   | PAN Panamá         | 4:11.9 |       |
| 6    | Luis Seco      | ARG Argentina      | NM     |       |

#### Semifinal 2
| Pos. | Nome             | Nacionalidade         | Tempo  | Notas |
| ---- | ---------------- | --------------------- | ------ | ----- |
| 1    | Browning Ross    | USA Estados Unidos    | 4:13.8 | Q     |
| 2    | John Twomey      | USA Estados Unidos    | 4:13.8 | Q     |
| 3    | Luis Rodrigues   | BRA Brasil            | 4:14.4 | Q     |
| 4    | Oscar Gohuarou   | ARG Argentina         | 4:14.9 |       |
| 5    | Wilfred Tull     | TTO Trinidad e Tobago | 4:15.2 |       |
| 6    | Haroldo Gallardo | CHI Chile             |        |       |

### Final
| Pos.              | Nome           | Nacionalidade      | Tempo  |
| ----------------- | -------------- | ------------------ | ------ |
| Medalha de ouro   | Browning Ross  | USA Estados Unidos | 4:00.4 |
| Medalha de prata  | Guillermo Solá | CHI Chile          | 4:00.5 |
| Medalha de bronze | John Twomey    | USA Estados Unidos | 4:02.0 |
| 4                 | Curtis Stone   | USA Estados Unidos | 4:03.7 |
| 5                 | Oscar Gauharou | ARG Argentina      | 4:04.2 |
| 6                 | Luis Rodrigues | BRA Brasil         | 4:05.5 |

Legenda
| Recorde mundial      | Recorde mundial (World record)               |                       | Recorde africano                      | Recorde africano (African) |                                           | Q | Classificado por posição (Qualified) |
| Recorde olímpico     | Recorde olímpico (Olympic record)            | Recorde da América    | Recorde da América (Americas)         | q                          | Classificado por melhor tempo (Qualified) |   |                                      |
| Melhor marca do ano  | Melhor marca do ano (World leading)          | Recorde asiático      | Recorde asiático (Asian)              | DNS                        | Não largou (Did not start)                |   |                                      |
| Recorde nacional     | Recorde nacional (National record)           | Recorde europeu       | Recorde europeu (European)            | DNF                        | Não terminou (Did not finish)             |   |                                      |
| Recorde pessoal      | Recorde pessoal do atleta (Personal best)    | Recorde da Oceania    | Recorde da Oceania (Oceania)          | DSQ / DQ                   | Desclassificado (Disqualified)            |   |                                      |
| Recorde da temporada | Recorde da temporada do atleta (Season best) | Recorde sul-americano | Recorde sul-americano (South America) | NM                         | Sem marca (No mark)                       |   |                                      |